# Gymnomma nitidiventris
Gymnomma nitidiventris är en tvåvingeart som beskrevs av Wulp 1888. Gymnomma nitidiventris ingår i släktet Gymnomma och familjen parasitflugor. Inga underarter finns listade i Catalogue of Life.